# Зона смерти (альпинизм)

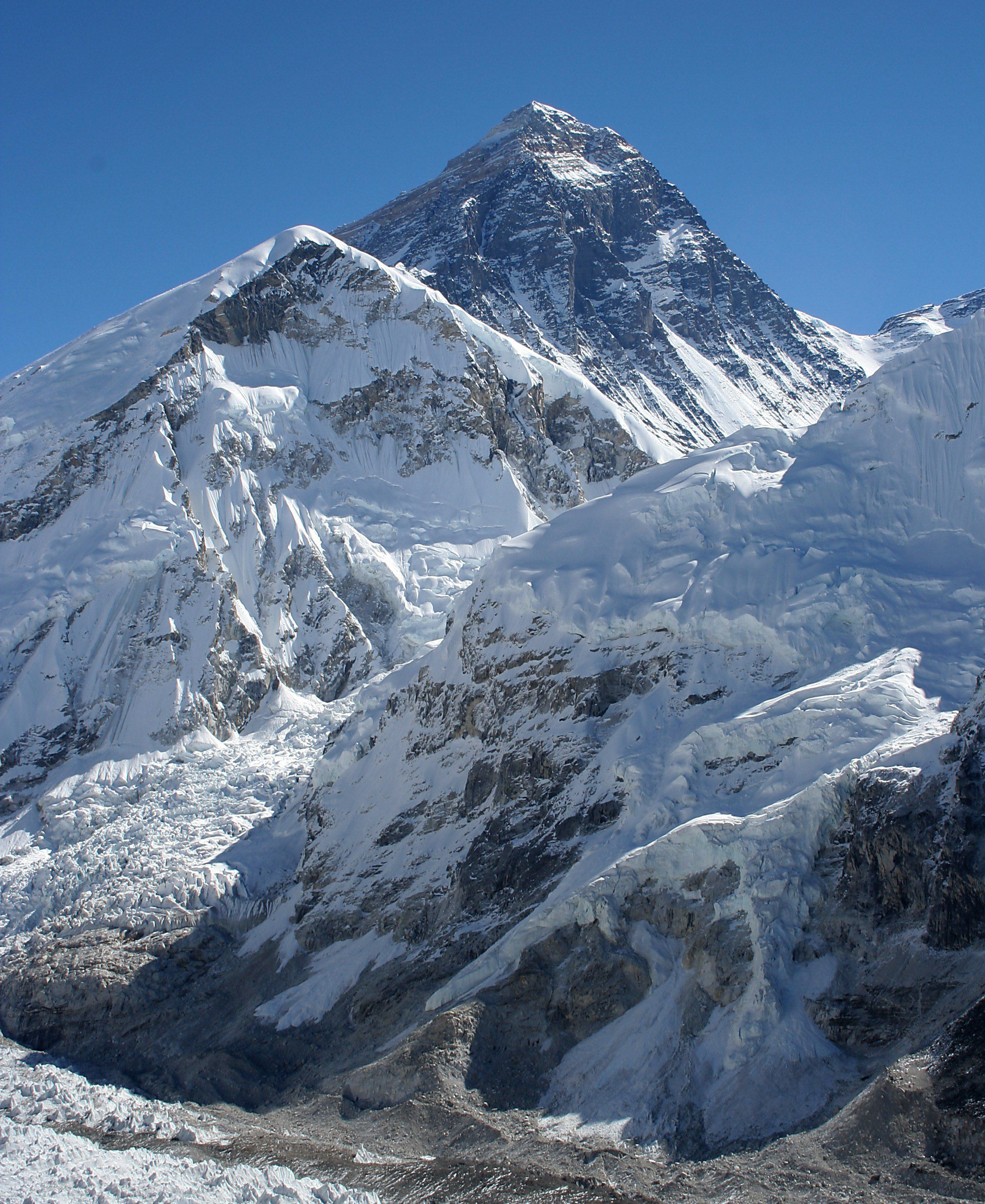
Вершина Эвереста находится в зоне смерти

Зона смерти — альпинистский термин, относящийся к высотам, где давление кислорода недостаточно для поддержания жизни человека в течение длительного периода времени. Обычно границу зоны смерти проводят на высоте в 8000 м. Концепция была придумана в 1953 году швейцарским врачом и альпинистом Эдуардом Висс-Дюнаном. Существует 14 пиков выше 8000 м. Все они расположены в Азии, в горных системах Гималаи и Каракорум.
Многие смертельные случаи в высокогорном альпинизме были вызваны либо непосредственно проблемами из-за недостатка кислорода, либо косвенно в результате физического ослабления, приведшего к несчастным случаям. Длительное пребывание свыше 8000 м без дополнительного снабжения кислородом приводит к ухудшению функций организма и смерти.

## Физиология
Атмосферное давление уменьшается с высотой, в то время как доля кислорода в воздухе остаётся постоянной примерно до 85 километров. В результате парциальное давление кислорода с высотой падает. На высоте 5500 м, на которой расположен базовый лагерь Эвереста, парциальное давление кислорода составляет половину от его парциального давления на уровне моря, а на вершине Эвереста, которая находится на высоте 8849 м, — только треть.

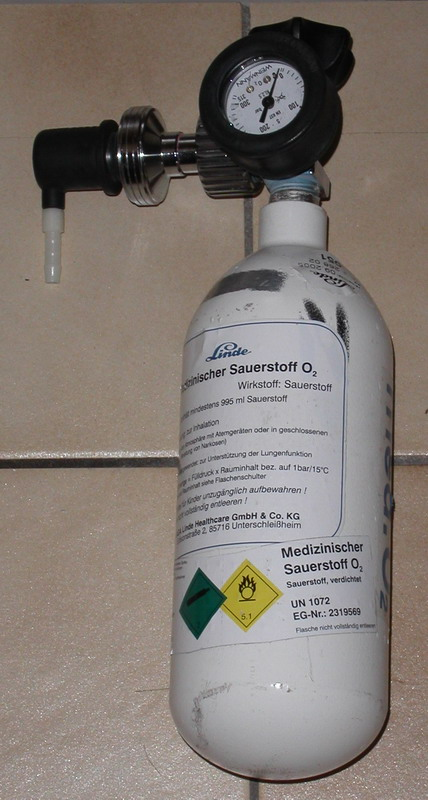
Кислород в баллонах может помочь альпинистам выжить в зоне смерти

Человеческий организм до некоторой степени способен акклиматизироваться к условиям большой высоты — вырабатываются дополнительные эритроциты, сердце бьётся быстрее, подавляются функции организма, которые не являются жизненно необходимыми. Однако к условиям зоны смерти человек акклиматизироваться не может: в ней организм расходует запас кислорода быстрее, чем может его пополнить. Длительное пребывание в этой зоне без дополнительного снабжения кислородом приводит сначала к ухудшению функций организма, затем к потере сознания, а в конечном итоге — к смерти.
Альпинисты обычно используют в зоне смерти дополнительное снабжение кислородом. Однако восхождение на пики выше 8000 м без него возможно. В частности, в 1978 году Райнхольд Месснер и Петер Хабелер совершили первое восхождение на Эверест без дополнительного снабжения кислородом.